# هارولد أيفوري وليامز
هارولد أيفوري وليامز (بالإنجليزية: Harold Ivory Williams)‏ هو عازف بيانو وعازف جاز أمريكي، ولد في 25 أغسطس 1949 في بالتيمور في الولايات المتحدة، وتوفي في 9 يونيو 2010 في درم في الولايات المتحدة.

## وصلات خارجية
- هارولد أيفوري وليامز على موقع ميوزك برينز (الإنجليزية)
- هارولد أيفوري وليامز على موقع أول ميوزيك (الإنجليزية)
- هارولد أيفوري وليامز على موقع ديسكوغز (الإنجليزية)